# 安东尼奥·塔亚尼
安東尼奧·塔亞尼（義大利語：Antonio Tajani；義大利語發音：[anˌtɔːnjo taˈjaːni]；1953年8月4日—），是一位意大利政治家。自2017年1月起至2019年7月擔任欧洲议会议长。 他以往曾於2014至2016年為十四位欧洲议会副议长之一，並於2010至2014年間擔任工業及企業專員，並於2008年至2010年期間擔任運輸專員。他於1994至2008，及2014年起為代表意大利的歐洲議會議員（MEP），直至2022年當選眾議員，並接任副揆兼外交部長。

## 早期生活
在羅馬的托爾夸托·塔索高中完成學位後，他攻讀了羅馬大學的法律學位。
塔亞尼曾經是一名意大利空军的軍官。在拉蒂納的Borgo Piave完成了一个专门的空中防御课程後，他成为了在意大利空军圣乔瓦尼提蒂诺雷达基地的防空雷达控制員。
塔亚尼亦是一位专业的记者，Il Settimanale週刊負責会议事务的编辑，Rai Radio 1的主播，以及報紙Il Gironale罗马编辑办公室的領導。他是曾作為特使，出使黎巴嫩、苏联和索马里。除了意大利語，他還会说英语、法语和西班牙语。
1988年，他与Brunella结婚，并育有两个孩子。

## 早期政治生涯
青年時期，塔亚尼曾是青年君主主義者陣線（Fronte Monarchico Giovanile）、意大利君主主義者联盟的學生組織的激烈支持者。他曾一直主张讓流亡的薩伏伊王室返回意大利(這被當時的義大利憲法禁止，直到2002年意大利议会解除了禁令)。
他是1994年意大利力量黨的创始人之一，然后一直擔任該黨在的区域协调员的缔约方在拉齐奥大区直至2005年。
在贝卢斯科尼的第一屆政府（1994—1995年）中，他擔任總理發言人。
1996年，他在 阿拉特里選區參選議員，但只获得45.3％的选票而被橄榄树的對手擊敗。
2001年，塔亚尼是代表自由之家聯盟的罗马市长候选人，但只获得47.8％的选票而被瓦爾特·韋爾特羅尼擊敗。
自2002年以来(埃斯托会議舉行當年)，塔亚尼一直是欧洲人民党的10名副主席之一。他在2006年的罗马会议，2009年波恩会议和2012年的布加勒斯特会议皆成功連任。

### 欧洲议会议员
在1994塔亚尼被选为 欧洲议会议员 (MEP)，并於1999年和2004年再次当选。 他自1999年至2008年擔任意大利力量黨於歐洲議會的代表团团长。
在 2004年的欧洲議會选举，他於意大利力量黨的中央選區名单中得到122,000人的支持。他被接纳为欧洲人民党的一員。
2004年到2008年間，塔亚尼是意大利力量黨中意大利選區的歐洲議會議員，並為欧洲议会外交事务委员会的一員。 他是个替代品 委员会在公民自由、公正和家庭事务 和代表团成员对关系，与以色列。
他曾為欧洲未来公约的一員，並參與草拟欧洲宪法一份未曾生效的文本。

## 荣誉

### 外国勋章奖章
- 民事功绩大十字勋章（西班牙语：Orden del Mérito Civil (España)）（西班牙，2013年2月4日批准[5]）
- 旭日大绶章（日本，2021年11月3日公布[6]）
- 三等智者雅罗斯拉夫王公勋章（乌克兰，2023年9月4日公布[7]）

## 外部联結
| 政治職位                                    | 政治職位                       | 政治職位                  |
| ------------------------------------------- | ------------------------------ | ------------------------- |
| 前任 佛朗哥·弗拉蒂尼                        | 意大利的欧洲专员 2008-2014年   | 繼任 费尔南多Nelli Feroci |
| 前任 雅克·巴罗                              | 欧洲运輸專員 2008-2010年       | 繼任 西姆卡拉斯           |
| 前任 京特·费尔霍伊根 作为欧盟企业和工业專員 | 欧盟工业與企业專員 2010-2014年 | 繼任 米歇尔·巴尼耶 代理   |
| 前任 馬丁·舒爾茨                            | 欧洲议会议长 2017年–2019年     | 繼任 戴维·萨索利          |